# سيسيليا باركر
سيسيليا باركر (بالإنجليزية: Cecilia Parker) هي ممثلة أمريكية وكندية، ولدت في 26 أبريل 1914 في كندا، وتوفيت في 25 يوليو 1993 بلوس أنجلوس في الولايات المتحدة بسبب مرض.

## أعمال

### أفلام
- (1935) مارييتا الشقية

## وصلات خارجية
- سيسيليا باركر على موقع IMDb (الإنجليزية)
- سيسيليا باركر على موقع ألو سيني (الفرنسية)
- سيسيليا باركر على موقع أول موفي (الإنجليزية)
- سيسيليا باركر على موقع قاعدة بيانات الأفلام السويدية (السويدية)
- سيسيليا باركر على موقع إن إن دي بي (الإنجليزية)
- سيسيليا باركر على موقع قاعدة بيانات الفيلم (الإنجليزية)
- سيسيليا باركر على موقع كينوبويسك (الروسية)